# Xerigordos
Xerigordos (in greco ἠ Ξερίγορδος?), spesso erroneamente citato come Xerigordon nella storiografia moderna, era un castello in Anatolia (l'odierna Turchia) che subì il cosiddetto assedio di Xerigordos durante la Crociata dei poveri nel 1096. Le cronache contemporanee affermano che la fortezza era situata su un colle e la sua fornitura d'acqua proveniva sia da un pozzo che da una sorgente appena fuori le mura. La posizione esatta non è stata ancora identificata. Alberto di Aquisgrana scrisse che era a circa 4,8 km da Nicea.
Il nome greco Xerigordos è noto solo dall'Alessiade di Anna Comnena (Χ.6.2), dove è nella forma accusativa τὴν Ξερίγορδον (Xerigordon). Guiberto di Nogent, nella Gesta Dei per Francos, scritta in latino, chiama il castello Exorogorgum e lo colloca a quattro giorni di viaggio da Nicea. È stato provvisoriamente identificato con il sito moderno noto come Eskikale ("antico castello" in turco).